# Kawasaki GPZ1000RX
Kawasaki GPZ1000RX jest to motocykl sportowy firmy Kawasaki produkowany pomiędzy  1986 a 1988 rokiem o oznaczeniu kodowym ZXT00A. Konstrukcja silnika bazowała na silniku z GPz900R będącego poprzednikiem ww. modelu natomiast rama była nową konstrukcją przygotowaną specjalnie dla tego modelu. Motocykl osiągając prędkość maksymalną ponad 255 km/h w czasie premiery reklamowany był przez producenta jako najszybszy seryjnie produkowany motocykl na świecie do roku 1988 kiedy miano to przejął jego następca Kawasaki ZX-10 Tomcat